# 教育再生実行会議
教育再生実行会議（きょういくさいせいじっこうかいぎ 、英語: Council for the Implementation of Education Rebuilding）は、第2次安倍内閣における教育提言を行う私的諮問機関である。2013年（平成25年）1月に発足した。2021年（令和3年）12月3日、第2次岸田内閣が閣議決定により後継の教育未来創造会議を創設した際に、併せて廃止された。

## 概説
第1次安倍内閣時に設置された教育再生会議は、2007年の安倍晋三の首相退陣後、求心力を失った。安倍の首相復帰に際して設置された当会議は、事実上の「教育再生会議の復活」と見なされた。本会議ではいじめ問題、道徳の教科化、体罰の問題などが検討されていた。
2015年10月に有識者の総入れ替えを行った。これは発足当初の有識者委員に、下村博文文部科学大臣兼教育再生担当大臣（当時）が政治献金を受けている塾の経営者（佐々木喜一）がいたこと、下村は当該委員が就任する前に寄付は全額返納したとしていたにもかかわらず、翌年にも当該委員（佐々木喜一）から寄付を受けていたことが発覚したことなどが関係しているとみられる。

## 沿革
- 2013年（平成25年）
  - 1月15日 - 教育再生実行会議の設置を閣議決定。担当室を設置
  - 1月24日 - 第1回総会
  - 2月15日 - 第2回総会
  - 2月26日 - 第3回総会 及び第1次提言提出
  - 3月22日 - 第4回総会
  - 4月4日 - 第5回総会
  - 4月15日 - 第6回総会 及び第2次提言提出
  - 5月8日 - 第7回総会
  - 5月22日 - 第8回総会
  - 5月28日 - 第3次提言提出
  - 6月6日 - 第9回総会

## 報告内容
第一次提言
2013年（平成25年）2月26日 「いじめの問題等への対応について」の提言が安倍首相に提出された。初会合から一ヶ月足らずであり、いじめについて議論したのは2月15日の1回だけであった。教育再生会議では第1次提言が提出されるまで3ヶ月間あったことに比べれば、性急であるとされている。
提言要旨
- 道徳の教科化
- いじめ対策の法制化
- 体罰根絶のための部活動指導ガイドラインの制定

第二次提言
「教育委員会制度等の在り方について」（平成25年4月15日）
第三次提言
「これからの大学教育等の在り方について」（平成25年5月28日）
第四次提言
「高等学校教育と大学教育との接続・大学入学者選抜の在り方について」（平成25年10月31日）
第五次提言
「今後の学制等の在り方について」（平成26年7月3日）
第六次提言
「学び続ける」社会、全員参加型社会、地方創生を実現する教育の在り方について（平成27年3月4日）
第七次提言
これからの時代に求められる資質・能力と、それを培う教育、教師の在り方について（平成27年5月14日）
第八次提言
教育立国実現のための教育投資・教育財源の在り方について（平成27年7月8日）
第九次提言
全ての子供たちの能力を伸ばし可能性を開花させる教育へ（平成28年5月20日）
第十次提言
自己肯定感を高め、自らの手で未来を切り拓く子供を育む教育の実現に向けた、学校、家庭、地域の教育力の向上（平成29年6月1日）
第十一次提言
技術の進展に応じた教育の革新、新時代に対応した高等学校改革について（令和元年5月17日）
第十二次提言
ポストコロナ期における新たな学びの在り方について（令和3年6月3日）

## 構成

### 閣僚
- 内閣総理大臣 岸田文雄
- 内閣官房長官 林芳正
- 内閣官房副長官
- 文部科学大臣兼教育再生担当大臣 盛山正仁
- 文部科学副大臣
- 文部科学大臣政務官

### 有識者（委員）
- 出雲充	（株式会社ユーグレナ代表取締役社長)
- 伊原木隆太（岡山県知事）
- 漆紫穂子	（品川女子学院校長）
- 鎌田薫座長（早稲田大学総長）
- 小林りん	（インターナショナルスクール・オブ・アジア軽井沢代表理事）
- 貞廣斎子	（千葉大学教育学部教授）
- 三幣貞夫	（千葉県南房総市教育長）
- 清水信一	（武蔵野東高等専修学校校長）
- 鈴木典比古（国際教養大学理事長・学長）
- 坪谷ニュウェル郁子 （東京インターナショナルスクール理事長）
- 中邑賢龍	（東京大学先端科学技術研究センター教授）
- 中室牧子	（慶應義塾大学総合政策学部准教授）
- 名和晃平	（彫刻家、SANDWICH Inc.ディレクター、京都造形芸術大学大学院教授）
- 細江茂光	（岐阜市長）
- 堀義人	（グロービス経営大学院大学学長、グロービス・キャピタル・パートナーズ代表パートナー）
- 松本紘副座長（理化学研究所理事長、京都大学前総長）
- 向井千秋	（東京理科大学副学長、日本学術会議副会長）
- 湯野川孝彦（株式会社すららネット代表取締役社長）
- 工藤勇一（千代田区立麹町中学校校長）

【2015年（平成27年）10月5日までの有識者】
- 大竹美喜	（アフラック（アメリカンファミリー生命保険会社）創業者）
- 尾﨑正直	（高知県知事)
- 加戸守行	（前愛媛県知事）
- 蒲島郁夫	（熊本県知事）
- 川合眞紀	（東京大学教授、理化学研究所理事長特別補佐）
- 河野達信	（岩国市立高森小学校教諭、前全日本教職員連盟委員長）
- 佐々木喜一（成基コミュニティグループ代表）
- 鈴木高弘	（専修大学附属高等学校理事・前校長、NPO法人老楽塾理事長）
- 曽野綾子	（作家)
- 武田美保	（スポーツ／教育コメンテーター）
- 佃和夫副座長（三菱重工業株式会社相談役）
- 八木秀次	（麗澤大学教授）
- 山内昌之	（東京大学名誉教授、明治大学特任教授）

## 教育再生担当大臣
| 氏名                                                                              | 氏名                                                                              | 内閣                                                                              | 内閣                                                                              | 就任年月日                                                                        | 出身母体等                                                                        | 備考等                                                                            |
| 国務大臣（教育の再生を推進するため企画立案 及び行政各部の所管する事務の調整担当） | 国務大臣（教育の再生を推進するため企画立案 及び行政各部の所管する事務の調整担当） | 国務大臣（教育の再生を推進するため企画立案 及び行政各部の所管する事務の調整担当） | 国務大臣（教育の再生を推進するため企画立案 及び行政各部の所管する事務の調整担当） | 国務大臣（教育の再生を推進するため企画立案 及び行政各部の所管する事務の調整担当） | 国務大臣（教育の再生を推進するため企画立案 及び行政各部の所管する事務の調整担当） | 国務大臣（教育の再生を推進するため企画立案 及び行政各部の所管する事務の調整担当） |
| --------------------------------------------------------------------------------- | --------------------------------------------------------------------------------- | --------------------------------------------------------------------------------- | --------------------------------------------------------------------------------- | --------------------------------------------------------------------------------- | --------------------------------------------------------------------------------- | --------------------------------------------------------------------------------- |
| 下村博文                                                                          |                                                                                   | 第2次安倍内閣                                                                     | 第2次安倍内閣                                                                     | 2012年12月26日                                                                    | 自由民主党 （町村派）                                                             | 文部科学大臣兼任                                                                  |
| 下村博文                                                                          |                                                                                   | 改造内閣                                                                          | 2014年9月3日                                                                      |                                                                                   | 自由民主党 （町村派）                                                             | 文部科学大臣兼任                                                                  |
| 下村博文                                                                          | 第3次安倍内閣                                                                     | 第3次安倍内閣                                                                     | 2014年12月24日                                                                    |                                                                                   | 自由民主党 （町村派）                                                             | 文部科学大臣兼任                                                                  |
| 馳浩                                                                              |                                                                                   |                                                                                   | 第1次改造内閣                                                                     | 2015年10月7日                                                                     | 自由民主党 （細田派）                                                             | 文部科学大臣兼任                                                                  |
| 松野博一                                                                          |                                                                                   | 第2次改造内閣                                                                     | 2016年8月3日                                                                      | 自由民主党 （細田派）                                                             |                                                                                   | 文部科学大臣兼任                                                                  |
| 林芳正                                                                            |                                                                                   | 第3次改造内閣                                                                     | 2017年8月3日                                                                      | 自由民主党 （岸田派）                                                             |                                                                                   | 文部科学大臣兼任                                                                  |
| 林芳正                                                                            | 第4次安倍内閣                                                                     | 第4次安倍内閣                                                                     | 2017年11月1日                                                                     | 自由民主党 （岸田派）                                                             |                                                                                   | 文部科学大臣兼任                                                                  |
| 柴山昌彦                                                                          |                                                                                   |                                                                                   | 第1次改造内閣                                                                     | 2018年10月2日                                                                     | 自由民主党 （細田派）                                                             | 文部科学大臣兼任                                                                  |
| 萩生田光一                                                                        |                                                                                   | 第2次改造内閣                                                                     | 2019年9月11日                                                                     | 自由民主党 （細田派）                                                             |                                                                                   | 文部科学大臣兼任                                                                  |
| 萩生田光一                                                                        | 菅義偉内閣                                                                        | 菅義偉内閣                                                                        | 2020年9月16日                                                                     | 自由民主党 （細田派）                                                             |                                                                                   | 文部科学大臣兼任                                                                  |
| 末松信介                                                                          |                                                                                   | 第1次岸田内閣                                                                     | 第1次岸田内閣                                                                     | 2021年10月4日                                                                     | 自由民主党 （細田派）                                                             | 文部科学大臣兼任                                                                  |
| 末松信介                                                                          | 第2次岸田内閣                                                                     | 第2次岸田内閣                                                                     | 2021年11月10日                                                                    |                                                                                   | 自由民主党 （細田派）                                                             | 文部科学大臣兼任                                                                  |